# Josefina Herrán
María Josefina Herrán Puig (Montevideo, 26 de abril de 1930-Montevideo, 7 de julio de 2024), apodada «China», fue la primera dama de Uruguay entre 1972 y 1976, período en el cual su esposo Juan María Bordaberry, presidió el país.

## Biografía
Casada con Juan María Bordaberry, tuvo nueve hijos: María (psicóloga), Juan María (ingeniero agrónomo), Juan Martín (empresario), Juan Pedro (abogado, político, senador del Partido Colorado), Santiago Juan (veterinario, activista ganadero y religioso), Juan Pablo (ingeniero agrónomo), Juan Javier (abogado), Juan Andrés (contador) y Ana (diseñadora textil) nacida después del 27 de junio de 1973. Los nueve hijos le dieron 19 nietos al matrimonio Bordaberry - Herrán.
En 1973 fundó el Cuerpo de Voluntarios de Coordinación Social (VCS), institución sin fines de lucro que desarrolla sus actividades en el ámbito hospitalario y extrahospitalario. En el ámbito hospitalario actuó en el Hospital Pasteur y en el Centro Hospitalario Pereira Rossell y, en el ámbito extrahospitalario, en la Clínica Móvil que trabaja desarrollando tareas en zonas carenciadas. Integran el Cuerpo unos 150 voluntarios, bajo la dirección de una Comisión Directiva compuesta por trece miembros, de la cual Josefina Herrán fue la presidenta.
Se dedicó, además, a impartir clases de etiqueta y protocolo.
Falleció el 7 de julio de 2024 a los 94 años de edad.